# Tobias Álvares da Silva
Tobias Álvares da Silva (Vermil, Guimarães, 6 de Agosto de 1926) é um sacerdote português. Pároco na Arquidiocese Primaz de Braga, em 2025 completou o seu jubileu de 75 anos de sacerdócio, tendo sido tornado público que aos 99 anos de idade e 75 anos de atividade paroquial ininterrupta é o mais antigo Pároco do Mundo em efetividade de funções.
Foi ordenado presbítero pelo Arcebispo Primaz D. António Bento Martins Júnior na Sé Primacial de Braga a 9 de Julho de 1950. Após 1 ano de estágio, foi pelo mesmo prelado nomeado, a 16 de Setembro de 1951, Pároco da Paróquia do Divino Salvador de Pedralva, no concelho de Braga, cargo que desempenha desde então, contanto assim 74 anos na mesma Paróquia de forma ininterrupta.
A 9 de Julho de 2025 o Padre Tobias da Silva festejou o jubileu sacerdotal de 75 anos na Igreja do Divino Salvador, em Pedralva, com uma Missa presidida por D. José Cordeiro, Arcebispo Primaz de Braga, a que se seguiu uma festa popular de homenagem ao Pároco. 